# Alta Dirección Pública en Chile
El Sistema de Alta Dirección Pública (SADP)  es un organismo de derecho público, implementado por el Gobierno de Chile a través del Ministerio de Hacienda, para la selección, mediante concursos públicos, de los altos cargos de la administración pública en Chile. La finalidad de esta institución es asegurar la transparencia política en la selección de los funcionarios del Estado y contribuir al proceso de modernización estatal. 

## Historia
La reforma al sistema de selección y contratación de altos directivos públicos ocurrió en el año 2003. Esta reforma consistió en la aprobación de una ley que constituyó un procedimiento de selección de altos directivos públicos en Chile para los primeros y segundos niveles. Además, esta reforma constituyó una nueva institucionalidad pública denominada Dirección Nacional del Servicio Civil, la cual está constituida por un Consejo de Alta Dirección Pública y un servicio administrativo. El jefe del servicio y presidente del Consejo es designado por el gobierno. Los consejeros son designados con acuerdo del Senado y el Gobierno.
En la página web del Servicio se lee que mediante concursos públicos busca reclutar directivos idóneos para ejercer los más altos cargos del Estado. Los postulantes pueden ser cualquier ciudadano que cumpla con los requisitos y disposiciones legales para cada concurso, evitando así actos de corrupción, como el compadrazgo y el nepotismo, en los cargos con mayor responsabilidad y mejor pagados dentro de la administración pública chilena.  
El Consejo de Alta Dirección Pública debe garantizar el debido cumplimiento de los procesos de selección. Es un organismo autónomo y está integrado por 5 consejeros, cuatro de ellos nombrados con participación del Senado. La presidencia del Consejo de Alta Dirección Pública es ejercida por el/la Director(a) de la Dirección Nacional del Servicio Civil.
- Al 2013, son parte del sistema, 105 servicios públicos, de un total de 170.
- En total, 939 cargos son seleccionados por concurso. 178 han sido seleccionados en el Primer Nivel Jerárquico, fundamentalmente jefes de servicio; y 761 de Segundo Nivel Jerárquico, entre ellos, directores regionales, jefes de división o equivalentes.
- Los altos directivos pertenecientes a los servicios adscritos al SADP tienen una duración de tres años en su cargo y pueden ser renovados hasta dos veces, por igual periodo. Se desempeñan con dedicación exclusiva.

Quedan excluidos de esta obligación los puestos que son designados como de «exclusiva confianza» del presidente de la República, atribución que permite el nombramiento directo por el tiempo que el propio presidente estime conveniente dentro de su mandato.